# Festival de la Canción de Intervisión
Para el actual festival en Sopot, véase Festival Internacional de la Canción de Sopot
Para otros usos, véase Intervisión
El Festival de la Canción de Intervisión (ISC) fue un certamen musical, equivalente al Festival de la Canción de Eurovisión (ESC) en el Bloque del Este. Su organizador fue Intervisión, la red de cadenas de televisión de Europa del Este, y su sede fue la Ópera Lesna en Sopot (Polonia).

## Historia
El ISC se celebró entre 1977 y 1980. Sustituyó al Festival Internacional de la Canción de Sopot (Sopot ISF), que se había celebrado en Sopot desde 1961. En 1981, el ISC/Sopot ISF fue cancelado debido a la aparición del movimiento sindical independiente Solidaridad, que fue juzgado por otros países del bloque oriental como contrarrevolucionario. A partir de 1984, la televisión polaca TVP reanudó la organización de este festival con el antiguo nombre de Sopot ISF, cuyos ganadores recibieron el galardón Ruiseñor Amber.
La competición tuvo una interesante manera de votar. Debido a que muchos ciudadanos no tenían teléfonos, los espectadores encendían luces si les gustaba la canción o las apagaban si no les gustaba. De acuerdo con la carga experimentada en la red eléctrica, se concedían puntos de acuerdo a cada concursante.
En 2009, el primer ministro ruso Vladímir Putin propuso el reinicio de la competencia, pero esta vez entre Rusia, China y los países de Asia Central, que en su mayoría son miembros de la Organización de Cooperación de Shanghái.
En mayo de 2014, se anunció que el concurso regresaría, con la participación de los países miembros de la Comunidad de Estados Independientes y la Organización de Cooperación de Shanghái. El cantante y productor ruso Igor Matvienko anunció que el regreso del festival se llevaría a cabo en octubre de 2014 en la ciudad de Sochi, que albergó los Juegos Olímpicos de Invierno de 2014. Siete países habían declarado su interés en competir antes de la cancelación del evento: Kazajistán, Kirguistán, Rusia, Tayikistán, Turkmenistán, China y Uzbekistán. El concurso estaba programado para llevarse a cabo en octubre de 2014. Fue pospuesto en 2015, aunque no se terminó de concretar.
En noviembre de 2023 se confirmó que Piervy Kanal planeaba el regreso de Intervisión con los países miembros del BRICS. Esto ocurrió después de que se suspendiera la membresía de la emisora en la Unión Europea de Radiodifusión en 2022. El 8 de junio de 2024 se confirmó que "más de 16 países" participarían en la competición, nombrando a Azerbaiyán, Bielorrusia, Brasil, China, Cuba y Kazajistán. 
El 3 de febrero de 2025, el presidente ruso firmó un decreto que formalizaba la reanudación de la competición, cuya celebración está prevista para el 20 de septiembre de 2025 en el Live Arena de Novoivanovskoye, en Moscú.

## Ganadores
| Edición | Sede  | País ganador    | Canción                                          | Intérprete         | Lugar       |
| ------- | ----- | --------------- | ------------------------------------------------ | ------------------ | ----------- |
| 1977    | Sopot | Checoslovaquia  | "Malovaný džbánku" Youtube                       | Helena Vondráčková | Opera Leśna |
| 1978    | Sopot | Unión Soviética | "Все Могут Короли" ("Vsio mogut koroli") Youtube | Alla Pugacheva     | Opera Leśna |
| 1979    | Sopot | Polonia         | "Nim przyjdzie wiosna" Youtube                   | Czesław Niemen     | Opera Leśna |
| 1980    | Sopot | Finlandia       | "Hyvästi yö" ('Noche de despedida') Youtube      | Marion Rung        | Opera Leśna |
| 2008    | Sochi | Tayikistán      | "Hero" Youtube                                   | Tahmina Niyazova   | Festivalny  |
| 2025    | Moscú |                 |                                                  |                    | Live Arena  |

## Países ganadores
| Victorias | País            | Año(s) |
| --------- | --------------- | ------ |
| 1         | Checoslovaquia  | 1977   |
| 1         | Unión Soviética | 1978   |
| 1         | Polonia         | 1979   |
| 1         | Finlandia       | 1980   |
| 1         | Tayikistán      | 2008   |